# 雛形明子
雛形明子，藝名：雛形（1978年1月27日—），日本女演員、歌手、藝人、前寫真偶像。本名相同。身高164cm。A型血。東京都足立區立興本小學校、足立區立扇中學校、東京都立江北高等學校（定時制）中退。

## 音樂作品
當初經紀公司希望雛形明子是在小室哲哉負責企劃製作之下出道，但小室一方擔心已經有一定的偶像聲譽的她會被稱為小室家族的潮流，因此她是在小室哲哉的徒弟淺倉大介擔任製作企劃製作之下出道。

### 單曲
| 枚數 | 發行日期       | 單曲名稱       | 樂曲製作                                     | 最高排名 | 備註                                                                          |
| ---- | -------------- | -------------- | -------------------------------------------- | -------- | ----------------------------------------------------------------------------- |
| 1st  | 1995年8月2日   |                | 作詞：井上秋緒 作曲：淺倉大介 編曲：淺倉大介 | 第28名   |                                                                               |
| 2nd  | 1995年11月1日  | Wonder Girl    | 作詞：麻倉真琴 作曲：淺倉大介 編曲：淺倉大介 | 第54名   |                                                                               |
| 3rd  | 1996年2月2日   |                | 作詞：麻倉真琴 作曲：淺倉大介 編曲：淺倉大介 | 第42名   | B面收錄歌曲「」                                                               |
| 4th  | 1996年4月24日  | SIX COLORS BOY | 作詞：麻倉真琴 作曲：淺倉大介 編曲：淺倉大介 | 第48名   | 動畫電影《蠟筆小新：搞怪遊樂園大冒險》主題歌 雛形自身也在這部首次挑戰配音演出 |
| 5th  | 1996年6月5日   | Dream-self     | 作詞：井上秋緒 作曲：淺倉大介 編曲：淺倉大介 | 第60名   | 朝日飲料『』廣告歌曲                                                          |
| 6th  | 1996年10月23日 | DESTINATION    | 作詞：井上秋緒 作曲：淺倉大介 編曲：淺倉大介 | 第61名   |                                                                               |

### 專輯
| 枚數 | 發行日期       | 專輯名稱    | 收錄歌曲 | 排名   |
| ---- | -------------- | ----------- | --- | ------ |
| 1st  | 1996年3月3日   |             | 1. Wonder Girl ("Deep"Club mix.) 2. Wonder Girl 3. HINA BEATS COLLECTION By D.A.～Non-Stop Dance Style～ （笑顔の予感 ～揺れる恋 乙女色～ Wonder Girl） | 第42名 |
| 2nd  | 1996年11月21日 |             | 1. DESTINATION 2. FUNKY GAME 3. Dream-self 4. INVISIBLE… 5. SIX COLORS BOY 6. REMAKE IT！ 7. REMAKE IT！ (NEW/matt-edition/jp.) 8. SIX COLORS BOY (N.O.D.A.Hong Kong mix/“HINA”H.K.RIMIXES) 9. Dream-self (remix for TARA-chan/“HINA”H.K.RIMIXES) 10. DESTINATION (C.Y.Dream mix/“HINA”H.K.RIMIXES) | 第73名 |
| BEST | 2010年8月18日  | GOLDEN☆BEST | 1. Wonder Girl 2. SIX COLORS BOY 3. Dream-self (original mix) 4. DESTINATION 5. FUNKY GAME 6. INVISIBLE… 7. REMAKE IT！ 8. Wonder Girl (Cute Mute Mix) 9. SIX COLORS BOY (Cute Matt Mix) 10. Dream-self (summer scramble mix) 11. HINA BEATS COLLECTION by D.A.                                     |        |

### 影像作品
- Sixteen Candles （1994年7月21日，Pony Canyon）－PCVC-10306
- V-hina Super Video Tracks（1996年，Victor Entertainment）－錄影帶 VIVL-173。
- V-hina Super Video Tracks（1996年，Victor Entertainment）－VCD。
- V-hina Super Video Tracks（1996年，Victor Entertainment）－LD。
- 「ROOM」（1997年，DREAM SQUARE）－FD版。

## 演出

### 電視劇
TBS
- 愛的劇場（日语：愛の劇場）
  - （1992年2月24日－4月10日）
  - 愛之歌！（日语：愛のうた!）（2007年10月29日－12月28日）－黑川（保科）亞紀〈主演〉
- 愛情麻辣燙（日语：毎度ゴメンなさぁい）（1994年7月5日－9月20日）－澤野菖蒲
- 跟蹤者誘惑的女人（日语：ストーカー・誘う女）（1997年1月9日－3月20日）－上原滿
- 聖者的行進（1998年1月9日－3月27日）－水間妙子
- 假面之女（日语：仮面の女）（1998年10月15日－12月17日）－南雲弘子〈主演〉
- 東芝週日劇場 友阪理惠之阿達一族（日语：ヤマダ一家の辛抱）（1999年10月17日－12月19日）－山田直子
- 偵探 左文字進（日语：探偵 左文字進）（2002年4月8日）－小林佳惠
- 山村美紗懸疑 狩矢警部系列（日语：狩矢警部シリーズ）（2005年－2015年，週一推理劇場（日语：月曜ミステリー劇場）→週一GOLDEN（日语：月曜ゴールデン））－皆川悠子（警部補）
- 週一GOLDEN（日语：月曜ゴールデン）
  - （2006年11月13日）－接待員悅子
  - 離婚妻偵探（日语：離婚妻探偵）（2006年11月27日）－栗原水樹
    - 離婚妻偵探2（2009年6月15日）－栗原水樹

  - 十津川警部系列（日语：十津川警部シリーズ (渡瀬恒彦)）40 生命（2008年10月13日）－川島裕子
  - 自治會長 糸井緋芽子社宅之事件簿（日语：自治会長・糸井緋芽子社宅の事件簿）9（2009年2月16日）－若菜智子
  - 綠川警部 VS 33分的勇氣（日语：緑川警部シリーズ）（2012年12月17日）－速水五月
  - 赤蕪檢察官 京都篇（日语：赤かぶ検事奮戦記） 第1話（2010年1月13日）－須崎步美
  - 水戶黃門（日语：水戸黄門 (パナソニック ドラマシアター)）
    - 第41部（日语：水戸黄門 (第39-43部)） 第5話「」（2010年5月10日）－茜〈客串〉
    - 第42部－第43部（2010年10月 - 2011年12月）－楓〈常駐演出〉
- 總會有辦法的 第8話（2013年8月30日）－大木律子〈客串〉
- 廚師警部的晚餐會 第5話（2016年11月17日）－笠原悅子〈客串〉
- 監獄公主（2017年10月－12月）－横山由紀
- 警視廳機動搜查隊216X（日语：警視庁機動捜査隊216）「引鐵」（2019年4月1日）－內藤真理繪

朝日電視網
- 朝日電視台
  - 風流父子兵（日语：ママのベッドへいらっしゃい）（1994年10月13日－12月15日）－水島紀子
  - 週一電視劇 in（日语：月曜ドラマ・イン）
    - 最棒的戀人（日语：最高の恋人 (テレビドラマ)）（1995年4月17日－6月26日）－野口好美
    - 16歲新娘（1995年10月16日－12月18日）－立花久美子
    - 魔影紫光（日语：闇のパープル・アイ#テレビドラマ）（1996年7月1日－9月9日）－尾崎倫子〈主演〉
    - 二人（日语：ふたり#テレビ朝日版）（1997年）
    - 月下棋士（日语：月下の棋士） 第5話（2000年2月14日）－大和岬〈客串〉

  - （1995年10月7日）－阿時
  - 高級的食桌（日语：最高の食卓）（1997年4月17日－6月26日）－佐倉朋美
  - 女教師（日语：女教師 (テレビドラマ)）（1998年7月2日－9月17日）－相澤里美
  - 天邊（日语：てっぺん (テレビドラマ)）（1999年7月8日－9月16日）－一條志保
  - 結婚條件（2002年3月3日）
  - 帶子狼（日语：子連れ狼 (北大路欣也版)） 第1話（2002年10月14日）－阿菊
  - 無賴刑事純情派（日语：はぐれ刑事純情派） 第16系列 第13話（2003年，與東映共同製作）－須藤妙子
  - 迷糊動物醫生（2003年4月17日－6月26日）－綾小路
  - 週六WIDE劇場（日语：土曜ワイド劇場）
    - 逆轉辯護（2006年12月9日）－島津亮子
    - 法醫學教室之事件簿（日语：法医学教室の事件ファイル）26（2008年5月10日）－後藤梢
    - 拘留所的女醫（日语：拘置所の女医）1（2011年3月5日）－松本由美
    - 內田康夫懸疑劇場 福原警部（日语：内田康夫サスペンス・福原警部）3（2011年4月23日）－河島真砂子
    - 西村京太郎推理之旅（日语：西村京太郎トラベルミステリー#テレビ朝日・東映版）57（2012年1月28日）－池邊冴子
    - 大崎郁三之事件散步（日语：大崎郁三の事件散歩）（2012年6月30日）－大崎可奈子
    - 森村誠一之棟居刑事（日语：棟居刑事シリーズ#東山紀之版）6（2012年11月24日）－女神麻耶
    - 司法教官 穗高美子（日语：司法教官・穂高美子）3（2014年5月31日）－白鳥由里
    - 溫泉屋小女將的殺人推理（日语：温泉若おかみの殺人推理）28（2014年9月13日）－西村妙子
    - 計程車司機的推理日誌（日语：タクシードライバーの推理日誌）36（2014年12月13日）－岡江七瀨
    - 事件（日语：事件 (テレビ朝日のテレビドラマ)）16（2015年5月30日）－島岡香苗
    - 狩矢父女系列（日语：狩矢父娘シリーズ）17（2016年1月30日）－野野村永

  - 警視廳搜查一課9係系列
    - 警視廳搜查一課9係 season3 第1話、第5話（2008年4月16日、5月14日）－小倉百合子〈客串〉
    - 警視廳搜查一課9係 season7 第8話（2012年8月22日）－安達珠子〈客串〉

  - 富豪刑事 第1話、第2話（2006年4月21、28日）－花里菖蒲〈客串〉
  - 迷宮先生5「第2話」（2006年11月2日）－梅村由香里
  - 那個男人副署長（日语：その男、副署長） 第2系列「File.3」（2008年7月17日）
  - 肉體之門（日语：肉体の門 (テレビドラマ)）（2008年12月27日）－美乃
  - 京都地検の女 第8系列（日语：京都地検の女#第8シリーズ (2012年)） 第3話（2012年8月2日）－結城里奈〈客串〉
  - 匿名偵探 第5話（2012年11月9日）－小川麻里〈客串〉
  - 相棒 season12 第11話（2014年1月8日）－西牟田叶繪
  - 天使與惡魔 -未解決事件匿名交涉課- 第3話「精英官僚離奇死亡」（2015年4月24日） - 橘沙知繪
  - 陰陽師（日语：陰陽師 (2015年のテレビドラマ)）（2015年9月13日）－荼枳尼
  - Specialist 第2話（2016年1月21日）－辻岡益美〈客串〉
  - 重要證人偵探（日语：重要参考人探偵#テレビドラマ） 第4話（2017年11月10日）－紅栞
  - 科搜研之女 第18季「第2話」（2018年10月25日）－西脇實
  - 特搜9 season3 第2話（2020年4月15日）－柴山里美
  - 國王戰隊帝王者（2023年）－伊呂木
  - 本能開關（2025年）－星牧子

- 朝日放送
  - 尋找戀人的100種方法（日语：恋人をつくる100の方法）（1995年2月14日－3月21日）－宏美
  - 4姊妹偵探團「第8話」（2008年3月7日，與朝日電視台共同製作）－山根令那〈客串〉
  - Untouchable ～事件記者 鳴海遼子～ 第6話（2009年11月20日，與朝日電視台共同製作）－一條千夏〈客串〉
  - 週六WIDE劇場（日语：土曜ワイド劇場）
    - 炎之警備隊長 五十嵐杜夫（日语：炎の警備隊長・五十嵐杜夫）9（2011年7月9日）－高橋千晶
    - 擁有100個資格的女人 ～兩起離婚殺人調查～（日语：100の資格を持つ女〜ふたりのバツイチ殺人捜査〜）9（2015年1月17日）－藤原奈緒子
    - 我是代行屋！4 案件推理負責人（日语：私は代行屋!）（2015年8月22日）－真田亮子
    - 6（2015年11月7日）－矢吹真緒
    - 女警察 ～新宿西署 刑事科強行犯部門（日语：ショカツの女 新宿西署 刑事課強行犯係）11（2015年11月21日）－飯塚秋穗
    - 幸福的小房間（2018年7月8日－9月23日）－幸的母親

日本電視網
- 日本電視台
  - （1995年2月14日）－主演
  - 金田一少年の事件簿 第1、2話「幽靈客船殺人事件」（2001年7月14日、21日）－香取洋子〈客串〉
  - 最後的律師（日语：最後の弁護人） 第5話（2003年2月12日）－熊川麻美
  - DRAMA COMPLEX（日语：ドラマ・コンプレックス） （2006年10月10日）－篠原步美
  - 惡夢小姐 第8話（2012年12月1日）－樋口紀子〈客串〉
  - 為什麼是我來神說教 第4話（2025年5月3日）－七海真紀（客串）

- 讀賣電視台
  - （1995年7月6日－9月21日）－太田由佳
  - 浪漫（日语：ロマンス (1999年のテレビドラマ)）（1999年4月12日－6月28日）－矢野百合子
  - 赤川次郎原作 毒〈Poison〉（日语：毒 ポイズン#テレビドラマ） 第11話（2012年12月13日）－秋吉加奈子〈客串〉
  - 柴健醫生事件簿（日语：獣医さん、事件ですよ） 第4話」（2014年7月24日）－小泉里奈〈客串〉
  - 增增山超能力師事務所 第2話（2017年1月12日）－西條照美〈客串〉

富士電視網
- 富士電視台
  - 週五娛樂（日语：金曜エンタテイメント）
    - 午夜凶玲 奪走了四條生命的少女的怨念（日语：リング (鈴木光司の小説)#ドラマスペシャル）（1995年8月11日）－大石智子
    - 系列（1999年－2004年）－詠未

  - 將太的壽司（1996年4月19日－9月20日）－富山雅子
  - 臉（日语：フェイス (テレビドラマ)）（1997年7月1日－9月16日）－谷合美里
  - 女強人俱樂部（1998年4月16日－7月2日）－鴨下美紀
  - 劍客生涯 第3系列 第4話「冬木立」（2001年，與松竹共同製作）－沖美
  - 大奧 第3話（2004年10月21日）－淨光院
  - 週五PRESTIGE（日语：金曜プレステージ）
    - 紅色靈車系列（日语：赤い霊柩車シリーズ）29「」（2012年4月13日）－水尾香織
    - 警部補 佐佐木丈太郎（日语：警部補・佐々木丈太郎）6（2013年10月25日）－中川美由紀
    - 淺見光彥系列（日语：浅見光彦シリーズ (フジテレビのテレビドラマ)#中村俊介版）50（2014年4月4日）－後閑真知子

  - 東野圭吾 懸疑故事 第2話（2012年7月12日）－岸田時枝〈客串〉
  - 天誅 ～黑暗懲罰人～（日语：天誅〜闇の仕置人〜） 第7話（2014年3月7日）－森山佳織〈客串〉
  - 週五Premiun（日语：金曜プレミアム） 松本清張特別篇 等待一年半（日语：一年半待て#2016年版）（2016年4月15日）－脇田靜代[5]
  - 週六WIDE（日语：土曜ワイド (フジテレビ)） 山村美紗懸疑 黑之滑走路5（日语：大阪国際空港殺人事件#浅野ゆう子版（黒の滑走路））（2019年3月23日）－新城繪美子
  - 競爭的維護者 第7話（2022年8月22日）－黑崎美佐子〈客串〉
  - 婚活奮鬥中 第1話（2024年1月17日）－ミキモト女 / ユキコ〈客串〉

- 關西電視台
  - 菜鳥警探（日语：ルーキー!） 第5話（2001年5月8日）－由紀〈客串〉
  - 眠狂四郎 The Final（日语：眠狂四郎 (1972年のテレビドラマ)）（2018年2月17日）－武家的女房
  - 怪獸家長 第10話（2008年9月2日）－倉橋智子〈客串〉

- 東海電視台
  - 契約結婚（日语：契約結婚）（2005年7月4日－9月30日）－伊吹萬砂子（福田、平澤萬砂子） 〈主演〉
  - 灰姑娘的約會（日语：シンデレラデート）（2014年11月3日－12月）－坂本仁美
  - 大人的六劇 假面同窗會（日语：仮面同窓会#テレビドラマ）（2019年6月1日－7月21日）－上原加奈子

NHK系列
- NHK
  - 我回來了（2000年2月16日－3月15日）
  - （2002年8月18日）
  - （2010年）－風切箸
  - 花燃燒（2015年）－幾松

- NHK綜合
  - 旅館之嫁（2007年4月2日－9月29日）－加賀美惠美子

- NHK BS Premium
  - 神谷玄次郎捕物控（日语：神谷玄次郎捕物控#2014年）「第3話」（2014年4月18日）－阿泪〈客串〉
  - 法庭新鮮人2（日语：そこをなんとか#第2シーズン（2014年）） 第1話（2014年8月3日）－松井清子〈客串〉
  - 帶子信兵衛（日语：子連れ信兵衛） 第2話（2015年11月20日）－阿絹〈客串〉
  - 紅鬍子（日语：赤ひげ (2017年のテレビドラマ)） 第8話（2018年10月20日）－阿金

東京電視網
- 東京電視台
  - 週三女性的愛與神祕（日语：女と愛とミステリー） （2001年9月19日。同月16日也在BS JAPAN的BS2女性的愛與神祕時段播出）－美保（攝影師）
  - 龍馬來了（日语：竜馬がゆく）（2004年1月2日）－阿冴
  - 週三推理9（日语：水曜ミステリー9）
    - 警視廳黑豆搭檔（日语：警視庁黒豆コンビ）4（2007年10月10日，與BS JAPAN共同製作）－島畑佳苗
    - （2012年7月25日）－石河舞子
    - 旅行作家青木亞木子（日语：トラベルライター青木亜木子）2（2014年1月15日）－酒井優里
    - 信州山岳刑事 道原傳吉系列（日语：信州山岳刑事 道原伝吉） 第2作－第4作（2014年－2015年）－降旗節子

  - 詐欺師梨梨子（日语：サギ師リリ子）（2009年1月5日－4月3日）－倉田梨梨子〈主演〉
  - Last Doctor ～監察醫秋田的驗屍報告～（日语：ラスト・ドクター〜監察医アキタの検死報告〜） 第8話（2014年9月5日）－增田奈美子〈客串〉
  - 偶像×戰士 奇蹟之音！（2017年4月2日 - 2018年3月25日）－鈴原雪江
  - 警視廳零系 ～生活安全科萬能諮詢室～（日语：警視庁ゼロ係〜生活安全課なんでも相談室〜） SEASON4 第2話（2019年7月26日）－松井綾子
  - 激辛道2 第1話・第11話（2023年4月7日・6月16日）－陣内由美
  - 窮途末路的我們（日语：なれの果ての僕ら）（2023年6月28日 - 9月13日）－夢崎亞夜子
  - 週末旅行的祕訣〜夫婦不是那麼簡單〜（日语：週末旅の極意〜夫婦ってそんな簡単じゃないもの〜）（2023年7月6日 - 8月24日）－南千夏
  - 挑剔的姐姐和狡猾的妹妹（日语：けむたい姉とずるい妹）（2023年10月9日 - ）－東郷由里子

- BS JAPAN
  - 松本清張推理時代劇（日语：松本清張ミステリー時代劇） 第2話（2015年5月5日）－阿蝶〈主演〉
  - 人形佐七捕物帳（日语：人形佐七捕物帳 (2016年のテレビドラマ)） 第7話（2017年1月1日）－阿仙〈客串〉

### 廣播節目
文化放送
- 雛形明子 今晚也HINA用心
- 雛形明子 LOVE MAGIC
- 大竹誠（日语：大竹まこと） 黃金電台

TBS廣播
- 雛形明子的NyaO
- （1995年）

其它電台
- 雛形明子的快樂旋轉木馬（bayfm）

### 電影

#### 真人
- 極道之妻 ～地獄之路～（2001年，東映）
- 新·極真派空手道 格鬥者（日语：空手バカ一代#新・空手バカ一代 格闘者）（2002年）
- Ghost Shout（日语：ゴーストシャウト）（2004年）－麻里子
- 半次郎（日语：半次郎）（2010年）－藤
- BOX 袴田事件 所謂生命（日语：BOX 袴田事件 命とは）（2010年）－橋口知壽子
- 朝晝晚（日语：あさひるばん）（2013年）－長友壽美
- 平成騎士對昭和騎士 假面騎士大戰feat.超級戰隊（2014年3月29日）－葵咲
- 惡夢小姐 The 夢ovie（2014年5月3日，佐久間紀佳執導）－樋口紀子
- Miss Moonlight（2017年2月26日，松本卓也執導）[6]
- 我想看你的笑容（2017年）
- 陪睡大人（日语：のみとり侍）（2018年）－齋
- （2018年，執導）
- 神的發明。惡魔的發明。（2019年1月11日，岩崎登執導）[7]

#### 動畫
1996年
- 蠟筆小新：搞怪遊樂園大冒險（雛形明子〈客串〉）

1999年
- 麵包超人：當勇氣之花朵綻放時（日语：それいけ!アンパンマン 勇気の花がひらくとき）

### 外語配音
| 作品年份 | 作品名稱 | 配演角色 | 演員 | 媒介  |
| -------- | -------- | -------- | ---- | ----- |
| 2006     | 異世奇人 | －       | －   | NHK版 |

### 網路電視劇
- （2017年－2018年，Amazon Prime Video）－美幸

### 遊戲
1998年
- 歐亞快車謀殺案（日语：ユーラシアエクスプレス殺人事件）（小比木玲子）

### 綜藝節目
富士電視台
- 帥呆了！

日本電視台
- 新裝開店！SHOW by!!（日语：クイズ世界はSHOW by ショーバイ!!）－準常駐
- 日本史懸疑劇場（日语：日本史サスペンス劇場）（2008年8月、10月15日）－歷史劇篇，飾演淀殿。
- 沸騰字10（日语：沸騰ワード10）－不定期（與天野浩成共同）

朝日電視台

### 舞台
- （2002年10月30日－11月24日）
- 劇團NAUGHTY BOYS （页面存档备份，存于）（2003年6月25日－29日）
- （2004年12月18日－2005年2月2日）
- （2006年）
- （2012年）
- （2016年）[8]
- 一步登天（英语：How to Succeed in Business Without Really Trying (musical)）（2020年9月4日－20日、10月3日－9日）

### 廣告
- 日清食品（1994年）
- 三菱石油（日语：三菱石油）（現ENEOS，1995年)
- 朝日飲料（1996年）
- POLA （1995年）與ROLLY（日语：ROLLY）共演。
- Panasonic（舊名松下通信工業） (傳真機)、行動電話、PHS（1997年）
- 明星食品（日语：明星食品）（1997年）
- 結婚情報中心 形象角色（1998年）
- JT「飲茶樓」（1999年）與鈴木紗理奈共演。
- 獅王（2001年）
- SPA WORLD（日语：スパワールド）（2008年）與田利夫共演。
- （2017年）

## 受獎歷
1997年
- 第12屆日劇學院獎 助演女優獎（《危險戀人（日语：ストーカー・誘う女）》）

## 書籍

### 寫真集
- four Colors（1993年）
- AKIKO（1994年）
- （1996年9月，Scola（日语：スコラ）） ISBN 978-4796295253
- （1997年）
- （1997年）
- AKIKO HINAGATA 1992-2002（2002年）ISBN 978-4860460532
- Springtime （2018年5月16日，雙葉社） ISBN 978-4575313581

### 隨筆集
- 永久不變（1999年）
- （2001年）

### 相關作品
- 漫畫（1996年，橋口隆志作畫）

## 脚注

## 外部連結
- SUNS ENTERTAINMENT官方網站的公開資料 （页面存档备份，存于） （日語）
- （日語）－雛形明子的官方個人部落格（2009年7月－）。
- （日語）
- 雛形明子的Instagram帳戶 （日語）
- 雛形明子 （页面存档备份，存于） （日語）－日本電影資料庫
- 雛形明子 （页面存档备份，存于） （日語）－allcinema（日语：allcinema）
- 橋本潤 （页面存档备份，存于） （日語）－KINENOTE
- Akiko Hinagata在互联网电影资料库（IMDb）上的資料（英文）
- 雛形明子 （页面存档备份，存于） （日語）－Movie Walker（日语：Movie Walker）
- 雛形明子 電視劇人名錄 （页面存档备份，存于） （日語）－電視劇資料庫（日语：テレビドラマデータベース）